# Bolken
Bolken is een gemeente en plaats in het Zwitserse kanton Solothurn en maakt deel uit van het district Wasseramt.
Bolken telt 530 inwoners.